# Arctia allardi
Arctia allardi là một loài bướm đêm thuộc phân họ Arctiinae, họ Erebidae.